# Королевская бутанская академия текстиля

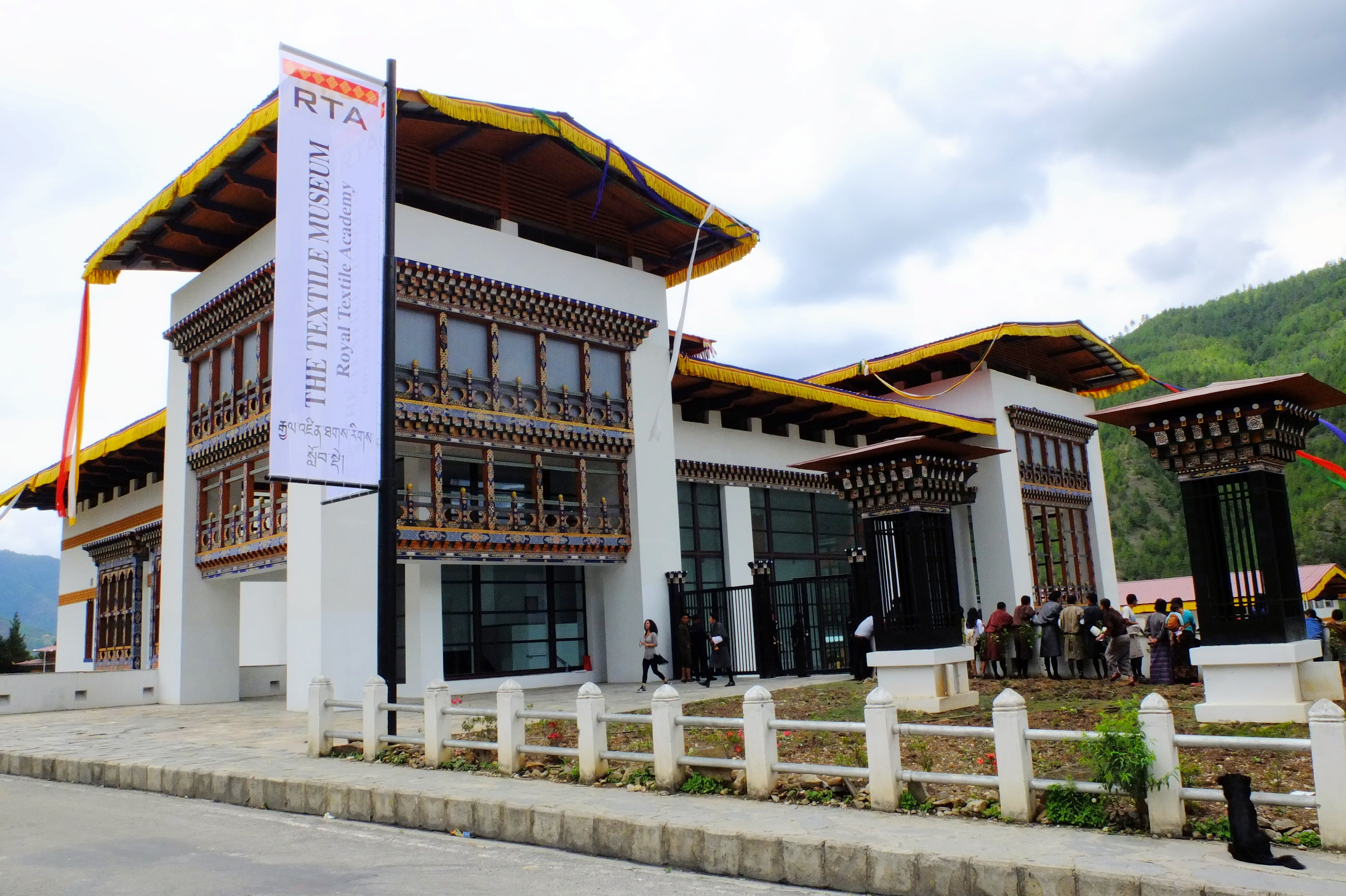
Королевская бутанская академия текстиля

Королевская бутанская академия текстиля (རྒྱལ་འཛིན་ཐགས་རིགས་སློབ་སྡེ་) была основана для сохранения и развития искусства ткачества, которое является важной частью культуры и традиций Бутана. Академия находится под патронажем Ее Величества Аши Сангай Чоден Вангчук. Это неправительственная некоммерческая организация, созданная как образовательный центр для обучения традиционному бутанскому текстильному ремеслу.

## Награды
- Кавалер Национального ордена «За заслуги» [в золоте] (17 декабря 2016 г.)[3]